# Henry Moule
Henry Moule (1801– 1880) fue un vicario anglicano e inventor británico con  patentes archivadas en el Reino Unido. Diseñó la letrina seca manufacturada por su compañía Moule Patent Earth Closet Co. Ltd.

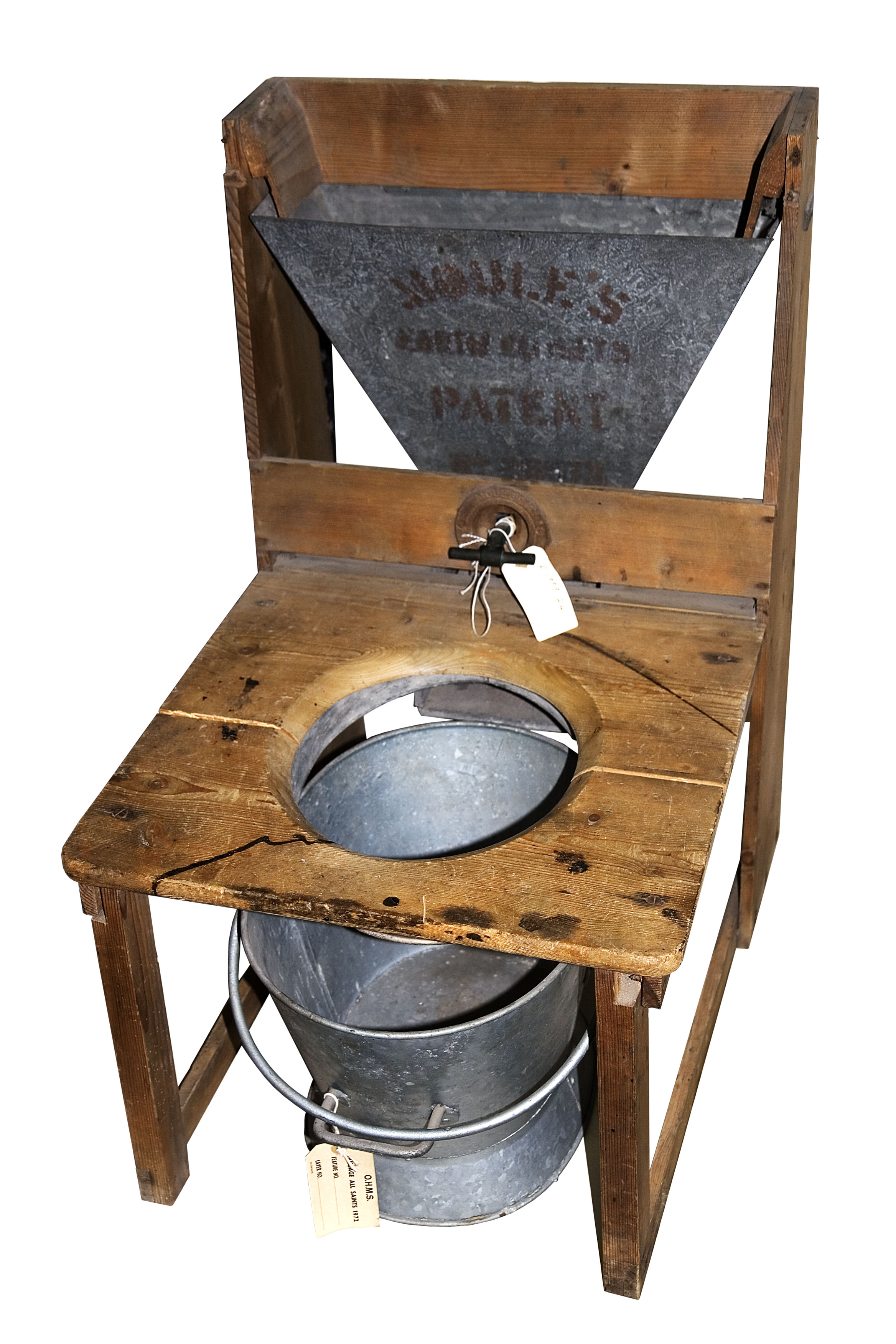
Baño seco ecológico de Moule, versión mejorada de alrededor de 1875.

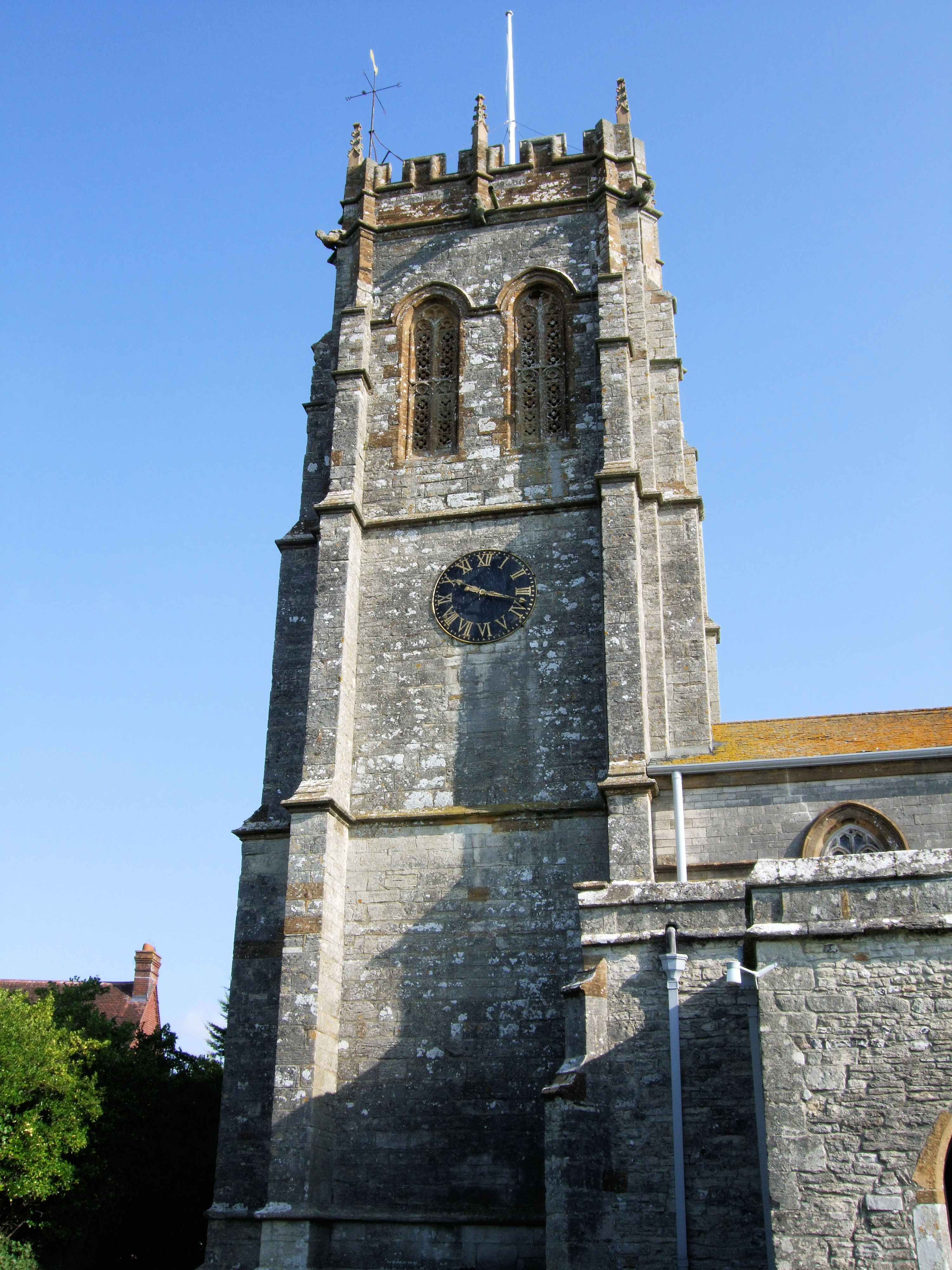
Iglesia de St. George, Fordington, Dorchester donde Moule ejerció como vicario desde 1829 hasta su muerte.

Henry Moule nació el 27 de enero de 1801 en Melksham, Wiltshire, Inglaterra.

Estudió en el Marlborough Grammar School y en la St John’s College (Cambridge). 

En 1824 se casó con Mary Mullett Evans con la cual tuvo 8 hijos.
Henry Moule murió en Fordington (actual Dorchester) el 3 de febrero de 1880.

## Hijos
| Henry Joseph Moule (1825 - 1904) pintor de acuarela y amigo de Thomas Hardy.                                    |
| George Evans Moule (1828 - 1912) Misionero y obispo de la China central.                                        |
| Frederick John Moule (1830 - 1900) vicario de St Peters Church - Yaxley.                                        |
| Horatio Mosley Moule (1832 - 1873) amigo de Thomas Hardy.                                                       |
| Charles Walter Moule (1834 - 1921) bibliotecario y presidente del Corpus Christi College, Cambridge.            |
| Arthur Evans Moule (1836 - 1916) misionero y arcediano de la China central.                                     |
| Christopher Cooper Moule (1838 - 1839) murió con 1 año.                                                         |
| Handley Carr Glyn Moule (1841 - 1920) teólogo y erudito reconocido y obispo de la diócesis anglicana de Durham. |

## Baño seco ecológico
Durante las epidemias de cólera de 1849 y 1854 la dedicación de Moule fue incansable. Impresionado por la insalubridad de las casas, en especial durante el verano de 1858 (El Gran Hedor) volcó su atención en los aspectos sanitarios e inventó el primer baño seco ecológico, también conocido como baño de abono seco o letrina seca. Asociándose con James Bannehr obtuvo la patente para el proceso (Nº 1316, fechado el 28 de mayo de 1860). Su sistema fue adoptado en los hogares, en distritos rurales, campamentos militares, hospitales e incluso en el Raj británico.
 Actualmente, varios diseños siguen siendo utilizados globalmente, desde áreas rurales de México hasta centros urbanos en China. En países tales Canadá, los Estados Unidos, y Suecia, los baños secos ecológicos están siendo instalados en universidades, escuelas, y edificios públicos como una forma de ahorrar agua y prevenir la contaminación por las heces.